# Sarah Loosemore
Sarah Loosemore, född den 15 juni 1971 i Cardiff, är en före detta walesisk professionell tennisspelare. Hennes bästa placering på världsrankingen var 82. Efter tenniskarriären studerade hon psykogi vid University of Oxford. 

## Världsranking
| År      | 1987 | 1988  | 1989  | 1990 | 1991  | 1992  |
| Ranking | 367  | ▲ 159 | ▼ 298 | ▲ 82 | ▼ 174 | ▼ 430 |